# Bowdon (Grand Manchester)
Pour les articles homonymes, voir Bowdon.
Bowdon est une paroisse ecclésiastique, village et ward, près d'Altrincham, dans la région métropolitaine de Trafford, dans le comté anglais du Grand Manchester.

## Personnalité liée à la commune
- Elizabeth Lane, (1905-1988), avocate et juge anglaise